# Caltanissetta (provins)
Caltanissetta er en italienske provins på øen Sicilien.
Hovedstaden for provinsen er Caltanissetta, som også har givet navn til provinsen.

## Kommuner
- Acquaviva Platani
- Bompensiere
- Butera
- Caltanissetta
- Campofranco
- Delia
- Marianopoli
- Gela
- Mazzarino
- Milena
- Montedoro
- Mussomeli
- Niscemi
- Resuttano
- Riesi
- San Cataldo
- Santa Caterina Villarmosa
- Serradifalco
- Sommatino
- Sutera
- Vallelunga Pratameno
- Villalba

37°29′N 14°03′Ø / 37.49°N 14.05°Ø